# أرتور مونيوث
أرتور مونيوث (بالإسبانية: Arturo Muñoz Gutiérrez)‏ (31 ديسمبر 1984 بمدينة مكسيكو في المكسيك - ) هو لاعب كرة قدم مكسيكي في مركز الوسط. لعب مع أتلانتي إف سي.

## وصلات خارجية
- أرتور مونيوث على موقع قاعدة بيانات كرة القدم.إي يو (الإنجليزية)
- أرتور مونيوث على موقع Soccerway.com (الإنجليزية)